# Sulitjelma
Pour l’article homonyme, voir Sulitjelma (massif).
Sulitjelma est une localité du comté de Nordland, en Norvège.

## Géographie
Administrativement, Sulitjelma fait partie de la kommune de Fauske.

## Personnalités
- Geir Lundestad (1945-2023), est directeur de l'Institut Nobel et secrétaire du Comité Nobel norvégien de 1990 à 2023.